# Locris
Locris är ett släkte av insekter. Locris ingår i familjen spottstritar.

## Dottertaxa tillLocris, i alfabetisk ordning[1]
- Locris actuosa
- Locris aenea
- Locris aethiopica
- Locris affinis
- Locris antinorii
- Locris apicalis
- Locris areata
- Locris arithmetica
- Locris atra
- Locris auripennis
- Locris bakeri
- Locris barrosi
- Locris bequaerti
- Locris biformis
- Locris biguttula
- Locris bipunctata
- Locris bouchardi
- Locris burgeoni
- Locris carbonaria
- Locris cardinalis
- Locris chersonesia
- Locris coccinea
- Locris combinata
- Locris concinna
- Locris congolensis
- Locris conjuncta
- Locris dananensis
- Locris erythromela
- Locris flexuosa
- Locris godinai
- Locris halurga
- Locris hieroglyphica
- Locris ibadana
- Locris incarnata
- Locris innominata
- Locris johannae
- Locris jugaliformis
- Locris jugalis
- Locris junodi
- Locris kambovensis
- Locris katangensis
- Locris latior
- Locris lembana
- Locris lichtensteini
- Locris livida
- Locris maculata
- Locris marshalli
- Locris meurissei
- Locris mobana
- Locris mongana
- Locris navasi
- Locris neavei
- Locris neumanni
- Locris nigrorubra
- Locris nigroscutellata
- Locris ochracea
- Locris ochroptera
- Locris ornatissima
- Locris passauae
- Locris pullata
- Locris quadrinotata
- Locris rendalli
- Locris rhodesiana
- Locris rubida
- Locris rubra
- Locris sanguinipes
- Locris schmidti
- Locris sericans
- Locris similis
- Locris spectabilis
- Locris submarginata
- Locris subvinacea
- Locris sylvatica
- Locris transversa
- Locris undata
- Locris vanstraeleni
- Locris venosa
- Locris vestigans
- Locris vicina
- Locris villiersi
- Locris villosa
- Locris vulcani